# Robert Eberle
Robert Eberle, född den 22 juli 1815  i Meersburg vid Bodensjön, död den 19 september 1860 i Eberfing vid München, var en tysk målare,.
Eberle, som var lärjunge till Johann Jakob Biedermann i Konstanz och själv verksam i München, målade djur med stor natursanning, dramatiskt liv samt bred och säker penselföring: Fårhjord, som av en örn jagas ned i en avgrund (1858, Karlsruhe), Hjort slagen av blixten, Hjort med kalvar (1853, pinakoteket i München) med flera. Hans son Adolf Eberle (1843–1914) var genremålare i München och lärjunge till Piloty.